# Ambrogio Lorenzetti
Ambrogio Lorenzetti ili Ambruogio Laurati (Siena, oko 1290. – Siena, 1348.) bio je talijanski slikar gotike; mlađi brat Pietra Lorenzettija. Jedan od važnijih preteča renesanse.

## Životopis i djela
Nadahnut djelima S. Martinija i Giotta, u svojim je radovima spojio idealistički duh gotičke sienske slikarske škole s realističkim oblikovanjem prostora i likova (Majka Božja s djetetom, 1319.; Majka Božja s djetetom, sv. Nikolom i sv. Prokolom, 1332.).
Dvadeset sedam godina nakon trijumfalne procesije Ducciovog oltara Maestà, inovativni sienski slikar Ambrogio Lorenzetti naslikao je svoje glavno djelo “Alegorija dobre i loše vladavine” u sienskoj gradskoj vijećnici (Palazzo Pubblico). Njegova alegorija je profana i pokazuje novi humanistički interes za republikansku vlast i upravu. To iznimno djelo pokazuje slikara Ambrogia kao strpljiva promatrača prirode, empirijskog istraživača linearne i zračne perspektive, ljubitelja klasičnih starina te političkog i moralnoga filozofa.
- Maestà, 1330., tempera na dasci, 150 × 205 cm, Palazzo Comunale, Siena.
- Učinci dobre vladavine, lijevi dio freske sa zborom svetaca.
- Madona, prva polovica 14. st., tempera na dasci, 90 × 45 cm, Pinakoteka u Sieni.
- Gospa, 1325.-1350., tempera na dasci, galerija Uffizi, Firenca.
- Priča o sv. Nikoli.
- Predstavljanje u hramu, 1342., 257 × 168 cm, galerija Uffizi, Firenca.

## Vanjske poveznice
- Ambrogio Lorenzetti u Panopticon virtualnoj galeriji umjetnosti